# Huamantla
Huamantla est une commune (municipio) de l'État de Tlaxcala au Mexique. Elle compte environ 80 000 habitants. C'est aussi le nom du chef-lieu de cette commune, seconde ville de l'État.

## Histoire
C'est à Huamantla que se déroule le 9 octobre 1847 la dernière bataille de la guerre américano-mexicaine connue sous le nom de bataille de Huamantla.

## Fêtes et festivals
Chaque année au mois d'août se déroule à Huamantla la traditionnelle feria. La veille de l'Assomption, de nombreuses rues de la ville sont décorées de tapis faits de sciures très fines et colorées. Les motifs des tapis sont réalisés à l'aide de pochoirs et de tamis. Certains se composent également de fleurs, fruits ou légumes. Une fois les rues recouvertes de ces tapis, un char présentant une Sainte Vierge défile dans la ville, suivi par la population, les pèlerins et les touristes, détruisant alors les tapis. Le défilé dure toute la nuit, appelée la Noche que Nadie Duerme (en français : la nuit où personne ne dort).
Le samedi suivant, des taureaux sont lâchés dans la ville.